# 汤山
汤山，又稱江苏省汤山温泉旅游度假区、汤山温泉旅游度假区、南京汤山温泉旅游度假区，位于中華人民共和國江蘇省南京城东约29公里，规划面积为29.74平方千米，由於境內有湯山溫泉，所以是江南最著名的温泉疗养区，湯山溫泉水温常年保持在摄氏50~60度。
除了湯山温泉，汤山還有阳山碑材、东厂督院、金陵镖局、隆昌寺、汤山古溶洞、安基湖、圣泉浴馆、蒋介石温泉别墅、汤山七坊等
，民國21年步兵學校在此創立。

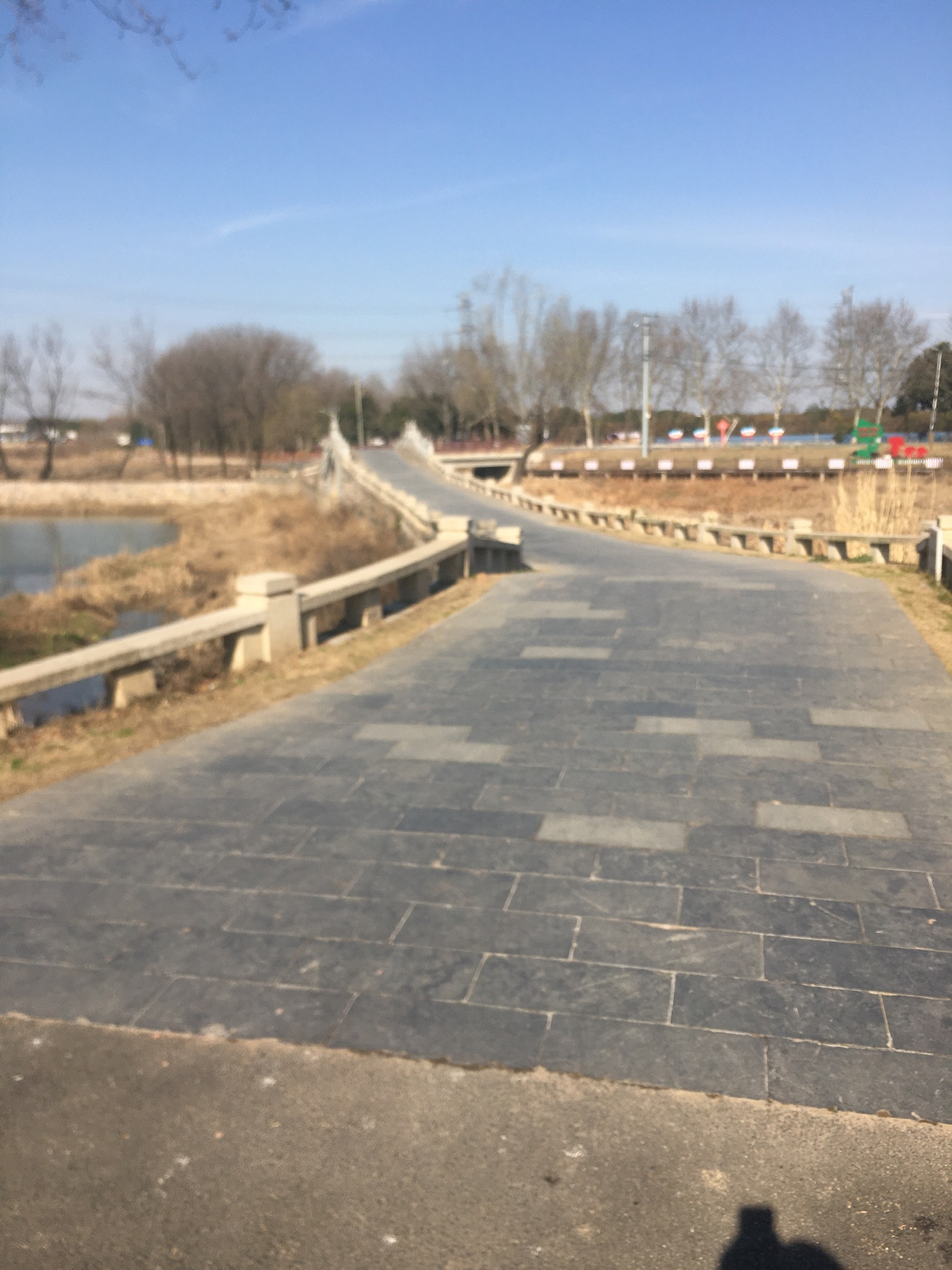
汤山七坊

1990年代在汤山葫芦洞挖掘出了南京猿人。2015年，此地成為国家级旅游度假区。